# Aleksandr Petrov
|       |       |       |       |       |       |       |       |    |  |
|       | a8    | b8    | c8 kd | d8 nd | e8    | f8    | g8    | h8 |  |
| a7    | b7    | c7 pd | d7    | e7    | f7    | g7 pd | h7    |    |  |
| a6 nl | b6    | c6    | d6    | e6 pd | f6 rd | g6 bl | h6    |    |  |
| a5 nd | b5 nl | c5 pl | d5    | e5    | f5    | g5    | h5    |    |  |
| a4 pd | b4    | c4 pd | d4 pl | e4    | f4 rd | g4 pd | h4    |    |  |
| a3    | b3    | c3    | d3    | e3 bd | f3    | g3    | h3    |    |  |
| a2    | b2 pd | c2 pl | d2    | e2    | f2 pd | g2    | h2 kl |    |  |
| a1    | b1    | c1    | d1    | e1    | f1    | g1    | h1 ql |    |  |
|       |       |       |       |       |       |       |       |    |  |

Aleksandr Dmítrievich Petrov (en ruso: Александр Дмитриевич Петров) nació el 12 de febrero de 1794 en Biserovo y murió el 22 de abril de 1867 en Varsovia. Fue un ajedrecista y compositor de ajedrez que analizó (junto a Carl Jaenisch) la Defensa Petrov o Defensa Rusa. Petrov generalmente es recordado como el primer maestro de ajedrez de Rusia. Su problema de ajedrez más conocido es La Retirada de Napoleón Bonaparte I de Moscú.
Nació en una familia noble, viviendo desde 1804 en San Petersburgo. En 1840 se traslada a Varsovia -actual Polonia, en ese tiempo parte del Imperio Ruso-. 
Escribió el primer tratado de ajedrez publicado en Rusia El juego del Ajedrez, publicado en San Petersburgo en 1824. Petrov era un pensador original, y no dudó de criticar en su libro algunas de las ideas de Philidor, el jugador dominante de su tiempo. También escribió Escenas de la vida de varios ajedrecistas, publicado en San Petersburgo en 1844, y un libro sobre el juego de las Damas.
Jugó exitosamente contra los maestros polacos Alexander Hoffman, Piotrowski, Szymański, Siewieluński, Hieronim Czarnowski y Szymon Winawer. Derrotó en matches a D.A. Baranov (4: 2) en 1809, Carl Jaenisch (2: 1) en San Petersburgo 1844; al Príncipe Sergey Semenovich Urusov (3: 1) en San Petersburgo 1853 y (13,5: 7,5) en Varsovia 1859; e Ilya Shumov (4: 2) en San Petersburgo 1862.
Durante el Levantamiento de Enero (1863-1864), abandonó Varsovia pasando a residir en Viena y París. Entre otros, jugó entonces contra Paul Journoud en 1863.
No compitió en torneos internacionales, generando dudas entre sus contemporáneos sobre su existencia.
Murió en 1867, y fue enterrado en el cementerio Ruso Ortodoxo en Varsovia.

## Partidas destacadas
- Alexander Hoffman vs Alexander Petrov, Warsaw m 1844, Italian Game, Classical Variation, Center Attack (C53), 0-1 Petrov's Immortal
- Alexander Petrov vs Carl Friedrich von Jaenisch, St Petersburg 1844, Russian Game, Modern Attack, Center Variation (C43), 1-0
- Alexander Petrov vs Prince Dmitri Semenovich Urusov, París 1852, Italian Game, Classical Variation, Albin Gambit (C53), 1-0 Archivado el 24 de octubre de 2012 en Wayback Machine.
- Alexander Petrov vs Prince Sergey Semenovich Urusov, St Petersburg 1853, Italian Game, Classical Variation, Albin Gambit (C53), 1-0
- Alexander Petrov vs Szymański, Warsaw 1953, French Defense, Exchange, Monte Carlo Variation (C01), 1-0